# マル生運動
マル生運動（マルせいうんどう）とは、1960年代から1970年代前半にかけて日本国有鉄道（国鉄）や郵政省において行われた、生産性を向上させる運動のことをいう。生産性向上運動（せいさんせいこうじょううんどう）とも呼ばれる。この運動に関係する書類には「生」の字を丸で囲んだスタンプを押したため「マル生」と呼ばれるようになった。これに対して労働組合、特に国鉄労働組合（国労）・国鉄動力車労働組合（動労）、全逓信労働組合（全逓）からは激しい反対運動が展開され「反マル生闘争」と呼ばれた。

## 経緯
1960年代末期、国鉄の職場は荒廃しつつあり、生産性も低下しがちであった。そのため、当時の国鉄当局は日本生産性本部の協力を得て「生産性向上運動」に取り組んだ。
1970年（昭和45年）3月、国鉄当局は、職員管理室と能力開発課を設置した。
各地の現場では管理職が先頭になり運動に取り組んだが、労働者にとっては労働強化につながった。さらに管理職の威圧的な態度や、国労・動労組合員の組織的とも言える脱退工作や労使協調路線を掲げる鉄道労働組合（鉄労）への移籍工作が問題化し、国労・動労は日本社会党・日本共産党の支援も得て国鉄当局と対決する姿勢を見せ「反マル生闘争」を展開した。
各鉄道管理局単位で「生産性大会」が行われた際には、開催しようとする当局側、鉄労組合員を阻止しようとする国労、動労組合員が対立する状況も見られた。1971年（昭和46年）10月5日に、大阪厚生年金会館で開催された大会の例では、反対派1,000人近くが会場周辺でピケを張り、衝突を警戒する大阪府警察の機動隊員500人が警戒に当たるなど物々しいものとなった。
また、当時は「マル生粉砕」などのスローガンを大書された車両や、同様の趣旨のアジビラが大量に糊付けされた車両などのいわゆる「アジ電車」が首都圏だけでなく地方でも見られ、国鉄の労使対立を国民に強く印象づけることとなった。
1971年（昭和46年）10月8日、公共企業体等労働委員会（現：中央労働委員会）は、国労・動労から当局による組合運動介入であると提訴された16件のうち、2件について当局による不当労働行為だと判断し勧告した。マスコミもマル生がすべて誤りであるとの論陣を張り、同年10月11日には当時の磯崎叡国鉄総裁が国会で陳謝するはめになり、国鉄における生産性向上運動は失敗に終わった。
同年11月2日から紛争対策委員会がスタートし、国労・動労は約1,000名の中間管理職の追放を迫り当局はこれに応じた。管理者に暴行して解雇された職員の再雇用まで行っている。真鍋洋職員局長（後の名古屋臨海鉄道社長）は1972年（昭和47年）7月に退任した。また、大野光基は国鉄職員局時代に生産性向上運動の旗手だったが、運動中止後に左遷された。

「反マル生闘争」の勝利で勢いを得た国労・動労は、それまでの不当労働行為やパワーハラスメントなどに関する管理職への糾弾闘争を開始するとともに、公共企業体職員のストライキ権奪還を目指してスト権ストへ突入することとなった。

## 鉄労の「ありがとう運動」
スト権スト後も組織比率で低落傾向にあった鉄道労働組合（鉄労）が、組織建て直しのためのアピールとして考案した。国労が制服に付けていたスト権回復を訴えるリボンに対抗し、利用者に対して感謝の意を示すためのリボンを付け、挨拶など服務態度をきちんとしようという意図で展開した。

## 類義語
鉄道事業においては「生産性」という指標があり、大手民鉄・JR各社については毎年その報告が義務付けられており会社要覧などで閲覧できる。こちらは生産性向上運動と異なり、下記のように厳密な定義がなされている。
- 従業員一人当たり生産性＝車両走行キロ/従業員数

車両走行キロは同一サイズの車形（20 m級大形車両）などで統一して比較する。また「生産性」は相対的な指標として使われることが多く、ある年度のある事業者（線区）を基準に指数化されることも多い。
路線の性格が似たもので行う場合は近代化・合理化の進捗度合いなどを比較するために使われ、路線の性格が異なる場合にはその性格の違いを際立たせる場合に使われる。同じ会社で異なる年度で比較し、自社の近代化・合理化の進捗度合いを比較するために使う場合もある。

## 対義語
ここでは労組側の反撃行為のうち、ストライキの範疇ではないものを示す。

### 三ない運動
国労・動労がそれぞれの労働学校で組合員を「階級闘争の戦士」に仕立て上げる際に好んで使用した。仕事の遂行に必要なことを含めて敵対労組（鉄労）・管理者に対して次の方針を貫徹する。
- 何も教えない
- 何も聞かせない
- 何も知らない（知る必要は無い）

「ホウレンソウ（報告・連絡・相談）」と完全に反対の概念でもあり、パワーハラスメントやネグレクトの一種である。

### 三ず主義
三ない運動と比較して、他者に対する指針というより自らの行動指針として使われた。これにより労働者側の職場の支配権の確立を期待した。
- 休まず
- 働かず
- 無理せず

## 郵政におけるマル生運動
郵便の現場においても1960年代に入ると組合の発言力が強まり、中でも最大労組であった全逓信労働組合（以下全逓と略）がストライキを行ったり、意図的に郵便物を遅配させるなどの「闘争」を繰り広げてきた。このため国鉄同様に労働現場が荒廃し、郵政当局は1962年度からマル生運動を展開することになる。
全逓は当然のごとく全面反対の姿勢であったが、全逓の中でも比較的当局に協力的なグループは郵政当局の庇護の下で1965年に全日本郵政労働組合（全郵政）を結成、マル生運動に協力してゆく。全逓と全郵政の間では熾烈な引き抜き合戦が起き、中には逮捕者も出る始末であった。
このような中で起きたのが、1978年末から1979年初めにかけて全逓が繰り広げた年賀状などの年賀郵便の取扱拒否（越年闘争）であった。この年の年賀状配達は混乱し、4億3千万通もの年賀状が影響を受けた。年賀状という見える形での影響が出たため、全逓は世間から大きな批判を受け、郵政当局も1979年4月28日に全逓組合員に対し懲戒免職58名を含む8183名の大量処分を行った。
越年闘争が完全に裏目に出た全逓は懲戒免職処分を受けた組合員に対する賃金補填を続けたために組合の財政が傾くなど組織力の低下を起こし、国労のような強硬姿勢を続けることができなくなり、次第に当局との協調に転換していった。最終的に全逓と全郵政は2007年に合併、悲惨な末路をたどった国労とは異なり結果的に組織や組合員の生活を守ることができた。
このように同じマル生運動ではあったが、国鉄と郵政では逆の結末となった。